# Phyllogonium longirostre
Phyllogonium longirostre là một loài rêu trong họ Phyllogoniaceae. Loài này được (Brid.) Brid. mô tả khoa học đầu tiên năm 1827.